# 1973 Голяма награда на Германия
1973 Голяма награда на Германия е 21-вото за Голямата награда на Германия и единадесети кръг от сезон 1973 във Формула 1, провежда се на 5 август 1973 година на пистата Нюрбургринг близо до град Нюрбург, Германия.

## Репортаж
Така както е в Зандворт, Ферари реши да пропуснат това състезание, но Джаки Икс, който е специалист на Нюрбургринг взе мястото предназначено за Джоди Шектър в Макларън, чийто инцидент в Силвърстоун промени мнението на Теди Мейър. Марч първоначално планират да сменят Роджър Уилямсън със завърналия се Жан-Пиер Жарие, но след трагичните моменти, които отнеха живота на младия 24-годишен британец, отборът реши да пропусне кръга. Йохен Мас е отново повикан от Съртис да кара третия болид за неговото първо домашно състезание, както и завърналия се Ролф Щомелен за отбора на Брабам. Анри Пескароло се върна обратно в колоната, този път на мястото на Гейс ван Ленеп в Исо Марлборо. Освен Ферари липсват Текно (чийто проблеми в горивната система принуди отбора да се върне във фабриката), Хескет Марч, Брабам-а на Голди Хексагон и Инсайн, чийто проблеми в Зандворт, принуди тима да промени изцяло конструкцията върху задното окачване.

### Квалификация
Джеки Стюарт отново напомни на съперниците си, относно таланта му чрез третата си пол-позиция, побеждавайки Лотус-а на Рони Петерсон. Силната година на Франсоа Север продължи с трета позиция, следван от Макларън-а на Икс. Добрата форма на Ники Лауда, донесе пета позиция за австриеца пред Карлос Ройтеман, Питър Ревсън, Дени Хълм, Жан-Пиер Белтоаз и Клей Регацони. Завръщането на Пескароло е окуражаващо с 11-а си позиция, докато Емерсон Фитипалди, все още не-възстановен напълно се класира на 14-а позиция, зад брат си Уилсън Фитипалди. Хоудън Гънли се класира 19-и, но има тежък инцидент в първата сесия.

### Състезание
Състезанието е под слънчево и ясно време. Всички 22-ма състезатели (без Гънли, чийто болид е унищожен от катастрофата в събота) потеглят чисто без никакви инциденти. Петерсон е първата жертва, след половин обиколка с повреда в алтернатора, което даде шанс на Лауда, Ройтеман и останалите да напреднат с позиция напред. Икс загуби контакт с двата Тирел-а на Стюарт и Север, докато Майк Бютлър влезе в бокса със спукана гума. Зад Лауда и Ройтеман са Ревсън, Карлос Паче, Хълм, Емерсон Фитипалди и Уилсън Фитипалди. Всички те минават с позиция напред, след като Лауда катастрофира на Бергверк поради спукана гума като от инцидента си счупи китката си. Същият проблем сполетя и Белтоаз, но французина се прибра в бокса. Ревсън оцеля след докосване с мантинелата, която подви една от гумите и американеца се свлече до 14-а позиция.
Белтоаз се върна в състезанието, преди скоростната кутия да го предаде в петата обиколка. Французинът е последван от Джордж Фолмър, катастрофирайки се на завоя Нордкерн. Зад Ройтеман, Паче оформи група с Хълм, Емерсон Фитипалди, Уилсън Фитипалди, Мас, Регацони и Пескароло. След края на седмата обиколка Ройтеман получи повреда в двигателя, скоро последвано от Регацони със същия проблем.
Стюарт и Север продължават да водят с огромен аванс от 30 секунди пред третия Икс, който има същия аванс пред четвъртия Паче. Бразилецът бързо се откъсва от братята Фитипалди, след като изпревариха Ройтеман. Хълм се движи седми, с проблеми в управлението на своята машина, докато Джаки Оливър изпревари Пескароло. Трудният сезон на Майк Хейлууд продължи, след като той спря за смяна предните гуми, които му създават проблеми при преминаването на завоите.
Пилотите на Тирел контролират изцяло състезанието от старта до финала, като Стюарт постига шестата си победа за сезона (което ще се окаже последната 27-а победа, преди да се откаже) и увеличавайки преднината си на 15 точки пред вече втория Север в генералното класиране. Икс чийто опит на Нюрбургринг е добре познат от всички в падока му донесе трета позиция, въпреки че не е заплаха за Тирел-ите. Белгиецът завърши зад тримата бразилци водени от Паче, който постига най-бързата обиколка, както донасяйки първи точки за Съртис. Уилсън Фитипалди успя да победи своя брат Емерсон за петата позиция, а Мас завърши зад зоната на точките на седмо място. Оливър завърши на осмо място, след като успя да мине пред Ревсън, докато Пескароло, Щомелен, Хълм (който е забавен поради загубен ауспух) и Греъм Хил преминават пълната дистанция, с Хейлууд, Пърли и Бютлър затворени с една обиколка.

## Класиране
| Поз | No | Пилот             | Конструктор      | Оби. | Време/Отпадане | Място | Точки |
| --- | -- | ----------------- | ---------------- | ---- | -------------- | ----- | ----- |
| 1   | 5  | Джеки Стюарт      | Тирел-Форд       | 14   | 1:42:03.0      | 1     | 9     |
| 2   | 6  | Франсоа Север     | Тирел-Форд       | 14   | + 1.6          | 3     | 6     |
| 3   | 30 | Джеки Икс         | Макларън-Форд    | 14   | + 41.2         | 4     | 4     |
| 4   | 24 | Карлос Паче       | Съртис-Форд      | 14   | + 53.8         | 11    | 3     |
| 5   | 11 | Уилсън Фитипалди  | Брабам-Форд      | 14   | + 1:19.9       | 13    | 2     |
| 6   | 1  | Емерсон Фитипалди | Лотус-Форд       | 14   | + 1:24.3       | 14    | 1     |
| 7   | 31 | Йохен Мас         | Съртис-Форд      | 14   | + 1:25.2       | 15    |       |
| 8   | 17 | Джаки Оливър      | Шадоу-Форд       | 14   | + 1:25.7       | 17    |       |
| 9   | 8  | Питър Ревсън      | Макларън-Форд    | 14   | + 2:11.8       | 7     |       |
| 10  | 26 | Анри Пескароло    | Исо Малборо-Форд | 14   | + 2:22.5       | 12    |       |
| 11  | 9  | Ролф Щомелен      | Брабам-Форд      | 14   | + 3:27.3       | 16    |       |
| 12  | 7  | Дени Хълм         | Макларън-Форд    | 14   | + 3:38.7       | 8     |       |
| 13  | 12 | Греъм Хил         | Шадоу-Форд       | 14   | + 3:49.0       | 20    |       |
| 14  | 23 | Майк Хейлууд      | Съртис-Форд      | 13   | + 1 Об.        | 18    |       |
| 15  | 18 | Дейвид Пърли      | Марч-Форд        | 13   | + 1 Об.        | 22    |       |
| 16  | 15 | Майк Бютлър       | Марч-Форд        | 13   | + 1 Об.        | 19    |       |
| Отп | 10 | Карлос Ройтеман   | Брабам-Форд      | 7    | Двигател       | 6     |       |
| Отп | 19 | Клей Регацони     | БРМ              | 7    | Двигател       | 10    |       |
| Отп | 16 | Джордж Фолмър     | Шадоу-Форд       | 5    | Инцидент       | 21    |       |
| Отп | 20 | Жан-Пиер Белтоаз  | БРМ              | 4    | Ск.кутия       | 9     |       |
| Отп | 21 | Ники Лауда        | БРМ              | 1    | Инцидент       | 5     |       |
| Отп | 2  | Рони Петерсон     | Лотус-Форд       | 0    | Запалване      | 2     |       |

## Класиране след състезанието
| Поз | Пилот             | Точки |
| --- | ----------------- | ----- |
| 1   | Джеки Стюарт      | 60    |
| 2   | Франсоа Север     | 45    |
| 3   | Емерсон Фитипалди | 42    |
| 4   | Рони Петерсон     | 25    |
| 5   | Питър Ревсън      | 23    |
| 6   | Дени Хълм         | 23    |
| 7   | Джаки Икс         | 12    |
| 8   | Карлос Ройтеман   | 8     |

| Поз | Конструктор   | Точки   |
| --- | ------------- | ------- |
| 1   | Тирел-Форд    | 71 (75) |
| 2   | Лотус-Форд    | 59 (63) |
| 3   | Макларън-Форд | 42      |
| 4   | Брабам-Форд   | 14      |
| 5   | Ферари        | 12      |
| 6   | Марч-Форд     | 8       |
| 7   | БРМ           | 7       |
| 8   | Шадоу-Форд    | 5       |